# Celle qui vint d'ailleurs
Celle qui vint d'ailleurs est un roman publié en 1958 par Jeanne Galzy. Ce roman est un récit fantastique. La protagoniste voit entrer dans le compartiment du train où elle a pris place une femme habillée de vêtements démodés. Elle reconnaît alors dans cette femme une amie, morte depuis quarante ans, de sa mère.